# باربرا جاي ماير
باربرا جاي ماير (بالإنجليزية: Barbara Jean Meyer)‏ هي عالمة وراثة وعالمة أحياء أمريكية، ولدت في 1949.